# Ute Hamelmann
Ute Hamelmann (* 13. August 1975 in Münster) ist eine deutsche Cartoonistin und Autorin.

## Leben
Hamelmann begann nach dem Besuch des Wilhelm-Hittorf-Gymnasiums in Münster, an dem sie 1995 ihr Abitur ablegte, ein Studium der Geschichte, Kunstgeschichte und Politikwissenschaft an der Universität Münster, das sie 2001 mit dem Magistergrad abschloss. 1995 bis 2000 arbeitete sie als wissenschaftliche Mitarbeiterin im Düsseldorfer Landtag. Von 1999 bis 2004 war sie für die CDU Abgeordnete des Kreistages im Kreis Coesfeld. Von 2001 bis 2022 arbeitete sie hauptberuflich bei der Westdeutschen Lotterie GmbH & Co. OHG. 2021 erschien im Hamburger Murmann Verlag ihr Buch Unsere Zeit ist jetzt. Seit 2022 arbeitet sie als Scrum Masterin und systemische Organisationsberaterin bei der GWS Münster. Im Januar 2023 gründete sie das Netzwerk und den Think-Tank TEAL Transformation.
Hamelmann ist verheiratet, Mutter von zwei Söhnen und lebt im münsterländischen Senden. In Folge ihres Blogs bekam sie mehrere kommerzielle Aufträge, darunter den, eine Reihe von Videos für die Onlineplattform sevenload zu erstellen.

## Wirken als Cartoonistin
Hamelmann, die sich erst nach dem Studium ernsthaft dem Zeichnen widmete und ihre Arbeiten seit 2001 vorwiegend im Internet veröffentlicht hat, zeichnet und textet überwiegend Cartoons. Dazu gesellen sich mitunter dort und anderswo auch Comicstrips. Im Jahr 2007 erschien im Carlsen Verlag ihr Buch Mein erster Eisprung!. Ebenfalls bei Carlsen erschien im selben Jahr der Cartoonband Zu kurz, an dem sie neben vier anderen Zeichnerinnen beteiligt war. Seit dem Herbst 2009 zeichnet Hamelmann eine wöchentliche Cartoonserie für die Wochenzeitung Bild der Frau. Darüber hinaus zeichnet sie Cartoons für Schulbücher aus dem Ernst Klett Verlag.
Daneben veröffentlichte Hamelmann in ihrem Weblog Schnutinger Gedichte und Prosastücke satirischen Inhalts sowie kurze Videos mit Dialogen zwischen mit skurrilen Handpuppen wie der Medienmieze, Strumpf und Socke und Herrn Wirrkopf. Zusammen mit dem Blogger Sascha Lobo war Hamelmann ab Juli 2009 Werbefürsprecher für Vodafone. Ihr Engagement stieß auf große Ablehnung in der Blogosphäre, sodass sie ihren Blog beendete. Seit 2021 schreibt sie wieder einen Blog auf ihrer Homepage und ist als Künstlerin aktiv.

## Bücher
- Ute Hamelmann: Mein erster Eisprung. 1. Auflage. Carlsen Verlag, 2007, ISBN 978-3-551-68014-3 (48 S.).
- Franziska Becker, Bettina Bexte, Ute Hamelmann, Ninon Seydel, Miriam Wurster, Käthe Lachmann: Zu kurz! ... dafür aber als Erster fertig! 1. Auflage. Carlsen Verlag, 2007, ISBN 978-3-551-68013-6 (80 S.).
- Ute Hamelmann, Martina Hesse: Unsere Zeit ist jetzt. Murmann Verlag, 2021, ISBN 978-3-86774-680-9 (249 S.).